# Mala Armenija
Mala ali Spodnja Armenija (armensko Փոքր Հայք, latinizirano: Pokr Hajk latinsko Armenia Minor, Armenia Inferior), z Armenci naseljena pokrajina zahodno in severozahodno od Evfrata v sedanji Turčiji je obsegala armensko poseljena območja predvsem na zahodu in severozahodu antičnega Armenskega kraljestva (znano tudi kot Kraljevina Velike Armenije). Ime Mala Armenija lahko pomeni tudi Armensko kraljestvo Kilikijo.

## Geografija
Mala Armenija je obsegala manjši del antične Armenije in Armenskega višavja zahodno in severozahodno od Evfrata. Pridevek Mala je dobila zato, da bi se razlikovala od mnogo večjega vzhodnega dela Armenije – Velike Armenije (latinsko Armenia Major).

## Zgodovina

### Zgodnja zgodovina
Mala Armenija je bila do 4. stoletja pr. n. št. del antičnega Armenskega kraljestva, v katerem je vladala dinastija Orontidov (ali Ervandidov, armensko Երվանդունիների), potem pa jo je podjarmilo perzijsko Ahemenidsko cesarstvo.
Po vojnih pohodih Aleksandra Velikeka  v 330. letih pr. n. št., v katerih je Perzijsko cesarstvo razpadlo, se  je za kralja Male Armenije proglasil Mitridat I., armenski general v perzijski armadi. Njegovo kraljestvo je bolj  poznano kot Pontsko kraljestvo.  Na ozemlju antičnega Armenskega kraljestva sta tako nastali dve neodvisni kraljestvi: Pont in Velika Armenija. Pontsko kraljestvo je svoj višek doseglo v 3. stoletju pr. n. št., ko je posedovalo tudi jugovzhodno obalo Črnega morja, vključno s provincami Trabzon,  Rizon in  Hamšen, iz katere izvirajo etnični Armenci.

### Rimsko-perzijske vojne
Med rimsko-perzijskimi vojnami od leta 66 pr. n. št. do 2. stoletja n. št. je bila Armenija stalen predmet spora med Rimskim in Partskim cesarstvom. Rimski pritisk se je prvič občutil med Pompejevim pohodom leta 66/65 pr. n. št. in ponovno leta 59 n. št. med vojnim pohodom Gneja Domicija Korbula proti Partskemu cesarstvu, ki je povzročil odstavitev partskega kralja Tiridata I..

### Rimska in bizantinska Mala Armenija
Med vladanjem cesarja Trajana je leta 114 cela Armenija  postala polnopravno rimska provinca. Trajanov naslednik Hadrijan je menil, da je postalo Rimsko cesarstvo preobsežno, zato je že leta 118 njegove vzhodne meje umaknil nazaj na Evfrat in opustil Trajanove province Armenijo, Mezopotamijo in Asirijo. Armenija se je iz province prelevila v rimsko vazalno kraljestvo, ki ga je leta 161 osvojil partski kralj Vologas IV.. 
Rimljani so v protinapadu Stacija Priscija leta 163 ponovno osvojili Armenijo in na njen prestol posadili svojega protežiranca Sohema. Rimska nadoblast v Armeniji je trajala do poraza rimske vojske v bitki pri Barbalisu leta 253.  Rimljani so nekaj let kasneje ponovno osvojili Armenijo in v njej začeli širiti krščanstvo.
Partski kralj Tiridat III. je leta 287 obe Armeniji združil v enotno kraljestvo, ki je trajalo do leta 337, ko je Armenijo za nekaj časa osvojil sasanidski kralj Šapur II.
Dioklecijan jo je med svojimi reformami ponovno pretvoril v rimsko provinco, katero so v 4. stoletju razdelili na provinci Prvo (Armenia Prima) in Drugo (Armenia Secunda) Armenijo.
Prebivalci Armenije  so ostali Armenci, vendar so se postopoma romanizirali, ker je od 3. stoletja dalje mnogo Armencev služilo v rimski vojski. V 4. stoletju so imeli celo dve svoji legiji: Prvo in Drugo armensko legijo.
Ko je bizantinski cesar Justinijan leta 536 reorganiziral svojo državno upravo, je Prvo in Drugo Armenijo preimenoval v Drugo in Tretjo Armenijo, nekaj armenskega ozemlja pa porazdelil med druge armenske province. 
Meje bizantinskega dela Armenije so se leta 591 razširile v Perzarmenijo, ki je bila  več desetletij predmet spora med Bizantinskim in perzijskim Sasanidskim cesarstvom. Spori so se končali, ko so Perzarmenijo leta 639 dokončno osvojili Arabci. Po tem letu je ostala pod  bizantinsko oblastjo samo Mala Armenija, ki je bila priključena k Armenski temi.

### Seldžuško, mongolsko in osmansko obdobje
Po padcu armenske bagratidske dinastije leta 1045 in izgubi bizantinskih ozemelj na vzhodu po bitki pri Manzikertu leta 1071, je Mala Armenija pripadla Seldžukom. Za Seldžuki je bila 92 let del Mongolskega cesarstva, potem pa je za vedno pripadla Osmanskemu cesarstvu in Republiki Turčiji.
Od 11. do 14. stoletja do ustanovitve Republike Turčije  leta 1923 se je naziv Mala  Armenija ali Spodnja Armenija uporabljal za Armensko kraljestvo Kilikijo.

### Kasnejša zgodovina
Po rusko-turški vojni  se je Mala  Armenija preimenovala v Zahodno Armenijo in ostala v  Osmanskemu cesarstvu, Vzhodna Armenija pa je pripadla Ruskemu cesarstvu.
Krščansko armensko prebivalstvo se je v Mali Armeniji obdržalo do armenskega genocida leta 1915–1923. Nekaj Armencev še vedno živi v tej regiji, ker so pod osmanskim vplivom, predvsem v 17. stoletju, prestopili v islam.

## Sklic
1. ↑  Armenian History and Presence in Hemşin